# 柯利弗德·皮寇弗
柯利弗德·艾伦·皮寇弗（英語：Clifford Alan Pickover；1957年8月15日—）是科普科學家、數學家和科幻小說作家。

## 生平
他寫了超過50本書，主題遍及電腦、創意、藝術、數學、黑洞、人類行為、智慧、時間旅行、地外生物、醫學及科幻。他擁有大量的專利，是一些雜誌的智力遊戲提供者。
他現為IBM湯瑪士·Ｊ·華生研究中心的研究員，並在Odyssey及Discover雜誌寫專欄。

## 數學貢獻

Pickover's works

- 吸血鬼數
- 定義其中一種超級階乘

## 譯为中文之作品
- 《黑洞旅遊指南》
- 《數字的異想世界：125個有趣的數學遊戲》
- 《數學之書》（ISBN 978-957-135-699-0（中文）、 ISBN 978-1-4027-5796-9（英文））
- 《物理之書》（ISBN 978-957-135-698-3（中文）、 ISBN 978-1-4027-7861-2（英文））
- 《醫學之書》（ISBN 978-957-135-952-6（中文）、 ISBN 978-1-4027-8585-6（英文））
- 《从阿基米德到霍金》（ISBN 978-754-286-045-3（中文））
- 《微积分与比萨饼》（ISBN 978-780-069-682-4（中文））
- 《数学之恋》（ISBN 978-753-576-228-3（中文））

## 外部連結
- 皮寇弗的網站 （页面存档备份，存于）